# Alchemilla veronicae
Alchemilla veronicae är en rosväxtart som beskrevs av Sergei Vasilievich Juzepczuk. Alchemilla veronicae ingår i släktet daggkåpor, och familjen rosväxter. Inga underarter finns listade i Catalogue of Life.